# Phylctenophora zealandica
Phylctenophora zealandica är en kräftdjursart som beskrevs av Brady 1880. Phylctenophora zealandica ingår i släktet Phylctenophora och familjen Paracyprididae. Inga underarter finns listade i Catalogue of Life.